# Rix (Nièvre)
Rix és un municipi francès, situat al departament del Nièvre i a la regió de Borgonya - Franc Comtat. L'any 2007 tenia 201 habitants.

## Demografia

### Població
El 2007 la població de fet de Rix era de 201 persones. Hi havia 84 famílies, de les quals 24 eren unipersonals (12 homes vivint sols i 12 dones vivint soles), 28 parelles sense fills, 28 parelles amb fills i 4 famílies monoparentals amb fills.
La població ha evolucionat segons el següent gràfic:
Habitants censats

### Habitatges
El 2007 hi havia 100 habitatges, 87 eren l'habitatge principal de la família, 10 eren segones residències i 3 estaven desocupats. Tots els 100 habitatges eren cases. Dels 87 habitatges principals, 78 estaven ocupats pels seus propietaris, 7 estaven llogats i ocupats pels llogaters i 2 estaven cedits a títol gratuït; 4 tenien dues cambres, 12 en tenien tres, 37 en tenien quatre i 35 en tenien cinc o més. 72 habitatges disposaven pel capbaix d'una plaça de pàrquing. A 31 habitatges hi havia un automòbil i a 49 n'hi havia dos o més.

### Piràmide de població
La piràmide de població per edats i sexe el 2009 era:
| Homes | Edats   | Dones |
| ----- | ------- | ----- |
| 0     | 95 o +  | 0     |
| 0     | 90 a 94 | 0     |
| 0     | 85 a 89 | 0     |
| 0     | 80 a 84 | 8     |
| 0     | 75 a 79 | 0     |
| 4     | 70 a 74 | 4     |
| 0     | 65 a 69 | 4     |
| 12    | 60 a 64 | 8     |
| 8     | 55 a 59 | 0     |
| 8     | 50 a 54 | 4     |
| 16    | 45 a 49 | 16    |
| 8     | 40 a 44 | 12    |
| 12    | 35 a 39 | 8     |
| 0     | 30 a 34 | 4     |
| 0     | 25 a 29 | 4     |
| 0     | 20 a 24 | 4     |
| 0     | 15 a 19 | 8     |
| 12    | 10 a 14 | 0     |
| 4     | 5 a 9   | 4     |
| 0     | 0 a 4   | 4     |

## Economia
El 2007 la població en edat de treballar era de 148 persones, 94 eren actives i 54 eren inactives. De les 94 persones actives 88 estaven ocupades (50 homes i 38 dones) i 7 estaven aturades (3 homes i 4 dones). De les 54 persones inactives 28 estaven jubilades, 12 estaven estudiant i 14 estaven classificades com a «altres inactius».

### Ingressos
El 2009 a Rix hi havia 87 unitats fiscals que integraven 207 persones, la mediana anual d'ingressos fiscals per persona era de 20.008 €.

### Activitats econòmiques
Dels 9 establiments que hi havia el 2007, 1 era d'una empresa de fabricació de material elèctric, 3 d'empreses de construcció, 3 d'empreses de comerç i reparació d'automòbils, 1 d'una empresa de serveis i 1 d'una entitat de l'administració pública.
Els 2 serveis als particulars que hi havia el 2009 eren paletes.
L'any 2000 a Rix hi havia 3 explotacions agrícoles que ocupaven un total de 237 hectàrees.

## Poblacions més properes
El següent diagrama mostra les poblacions més properes.